# シルク・ドゥ・ソレイユ3D 彼方からの物語
『シルク・ドゥ・ソレイユ3D 彼方からの物語』（原題: Cirque du Soleil: Worlds Away）は、アンドリュー・アダムソン監督による2012年のアメリカ合衆国の3D映画である。2012年10月20日に第25回東京国際映画祭でプレミア上映され、日本では11月9日に一般公開された。アメリカ合衆国では2012年12月21日に公開された。

## あらすじ
田舎町にサーカス団「マーベラス・サーカス」がやってきた。
主人公の女性ミアは独りでサーカスへとやってきたが、ピエロに半ば押し付けられるように空中ブランコ（エアリアル）の青年（エアリアリスト）が描かれたチラシをもらい、サーカスのテントに入って行く。さまざまな大道芸が繰り広げられた後、リングマスターの紹介でいよいよ空中ブランコの演技が始まる。
空中ブランコ乗りの青年はミアと視線を合わせるが、ブランコを握り損ねて下に落ちてしまう。ミアは客席から駆け寄るが、エアリアリストは地面に吸い込まれてしまう。ミアも後を追い地面に吸い込まれてゆく。
やがて目を覚ましたミアは、月夜の砂漠に無数のサーカステントが立っている世界にいることに気付く。その後ミアは、消えてしまったエアリアリストを捜すため、チラシを片手に大きなテントに入って行く。一方、エアリアリストは何者かに捕えられていた。
数々のサーカステントとその中で繰り広げられる演技を経て、ミアとエアリアリストは再会し、互いの体に手足を絡ませて空中で喜び（エアリアルのパフォーマンス）を体現するのだった。

## キャスト
| 役名           | 俳優                 | 日本語吹き替え |
| -------------- | -------------------- | -------------- |
| ミア           | エリカ・リンツ       | 藤堂真衣       |
| エアリアリスト | イゴール・ザリポフ   | 川原慶久       |
| リングマスター | ルッツ・ハルフブナー | 浦山迅         |
| ピエロ曲芸師   | ジョン・クラーク     | 山岸治雄       |

## 使用された常設公演
以下の常設公演の場面を映画用に撮影した演技が使用されている。
- O （オー）
- Kà （カー）
- Mystère （ミステール）
- Zumanity （ズーマニティ）
- Love （ラヴ）
- Criss Angel Believe （クリス・エンジェル・ビリーブ）
- Viva Elvis （ビバ・エルヴィス）